# Condado de Buenavista Cerro
El condado de Buenavista Cerro es un título nobiliario español concedido el 17 de marzo de 1817 por el rey Fernando VII a favor de Diego Ventura de Mena y Cortés.

## Condes de Buenavista Cerro
- Diego Ventura de Mena y Cortés (Belmonte (Cuenca), 1772-junio de 1814), I conde de Buenavista Cerro. [1] Era hijo de Miguel Gregorio de Mena, regidor de Puebla de Don Fadrique, —hijo de Ignacio de Mena y Cantero y de Catalina de Perea y Montoya— y de Bernarda Cortés, hija de Antonio Cortés y Salazar y Francisca Parreño y Ruiz de Alarcón. Fue diputado de las Cortes de Cádiz,[1] maestrante de Ronda en 10 de diciembre de 1794, colegial del Seminario de Nobles de Madrid, y militar.[2]

Contrajo matrimonio con María Antonia de la Quintana, hija de Francisco de la Quintana y Pando y María Francisca Recacoechea Arriguibar. Le sucedió su hijo, por real despacho del 29 de julio de 1817:
- Juan Ignacio Mena y de la Quintana, II conde de Buenavista Cerro,[1] maestrante de Ronda y colegial del Seminario de Nobles de Madrid.  :: Casó con Josefa de Sandoval y Lara.[2] En 1880, le sucedió su sobrina:

- María de la Consolación Melgarejo y Mena, III condesa de Buenavista Cerro.[3][1]

Le sucedió su sobrina:
- María del Pilar de Sandoval y Melgarejo, IV condesa de Buenavista Cerro[1][4] y XI marquesa de Valdeguerrero.

Casó con Julián Martínez del Peral y Martínez del Castillo. Le sucedió su hijo el 9 de julio de 1911:
- Diego Martínez del Peral y Sandoval, V conde de Buenavista Cerro[1] y XII marqués de Valdeguerrero.

Casó con Catalina Fortón Cascajares. Cedió el título a su hijo que le sucedió el 4 de mayo de 1951:
- Joaquín María Martínez del Peral y Fortón, VI conde de Buenavista Cerro[7] y XIII marqués de Valdeguerrero[8] que falleció sin descendencia.

Le sucedió su hermano el 19 de marzo de 2001.
- Rafael Martínez del Peral y Fortón (n. 1930-), VII conde de Buenavista Cerro[1] y XIV marqués de Valdeguerrero,[9][1] autor de varias obras.[10]

Casó con María Isabel Cagigal Gutiérrez. Le sucedió, por distribución, su hijo:
- Diego Martínez del Peral y Cagigal, VIII conde de Buenavista Cerro.[11]